# Kristo Negovani
Papa Kristo Negovani, născut sub numele Kristo Harallambi și cunoscut, de asemenea, sub numele de Kristo Negovani, (n. 1875, Flampouro⁠(d), Epir-Macedonia de Vest⁠(d), Grecia – d. 12 februarie 1905, Flampouro⁠(d), Epir-Macedonia de Vest⁠(d), Grecia) a fost un scriitor și lider naționalist și religios albanez.

## Biografie
S-a născut în satul Negovan (actualmente parte componentă a orașului Florina din nordul Greciei), care făcea parte atunci din vilayetul Manastir al Imperiului Otoman, a urmat studii secundare la Atena (Grecia) și a emigrat mai târziu în Regatul României, stabilindu-se în orașul Brăila. Acolo a intrat în contact cu membrii mișcării Renașterea Națională Albaneză și a dobândit sentimente naționale albaneze. În anul 1897 s-a întors în satul natal și a lucrat acolo ca profesor și preot paroh.

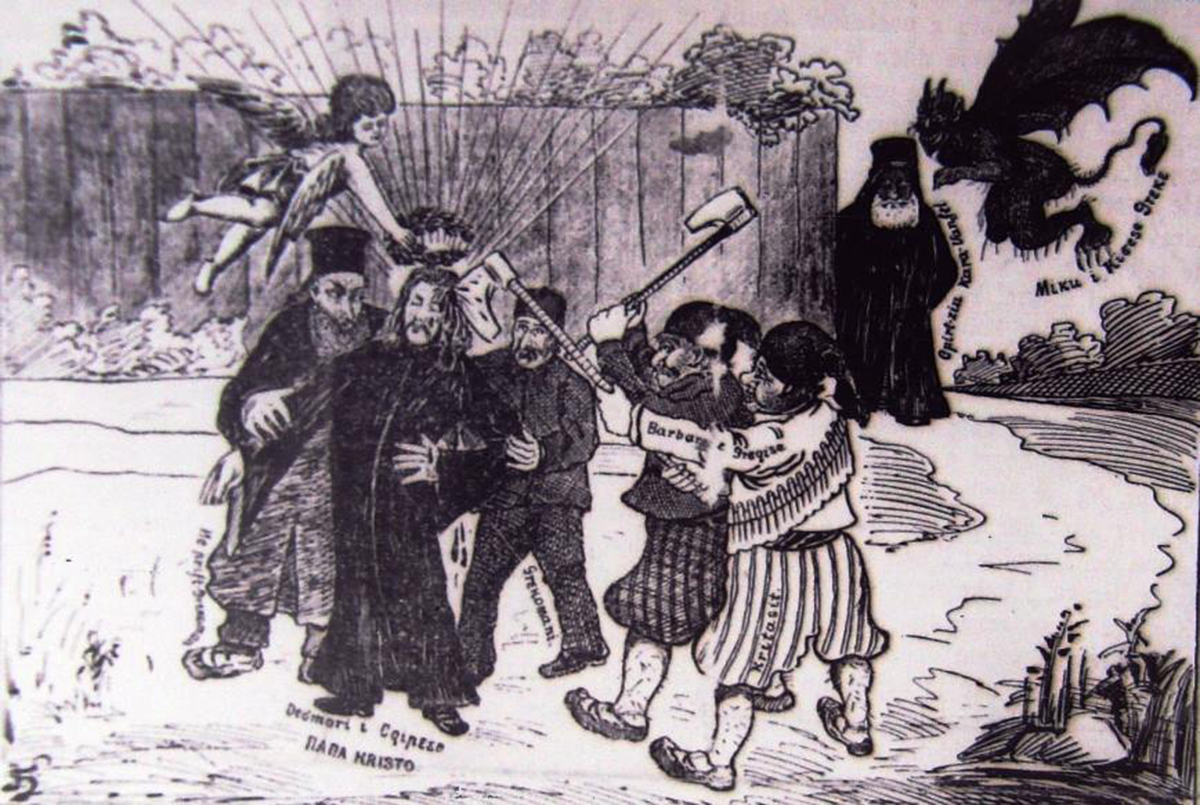
Uciderea lui Papa Kristo Negovani reprezentată în ziarul Dielli în 1905.

Negovani și-a transformat casa în școală și a învățat peste o sută de copii și adulți să citească și să scrie în limba albaneză. El a predicat și a introdus pentru prima dată limba albaneză în liturghia ortodoxă spre nemulțumirea ierarhilor ortodocși greci. Stimularea sentimentelor patriotice albaneze a atras atenția naționaliștilor greci, iar  Negovani a fost ucis la 12 februarie 1905 de o trupă de partizani greci, la comanda episcopului Ghermanos Karavanghelis al Kastoriei. Uciderea lui Negovani a stârnit un răspuns naționalist albanez: trupa de partizani albanezi a lui Bajo Topulli l-a ucis ca represalii la 9 septembrie 1906 pe mitropolitul Fotios Kalpidis de Korçë.

## Lucrări
Negovani a scris poezie și proză (inclusiv texte școlare) și a realizat traduceri. Printre lucrările publicate de el sunt următoarele: 
- Istoria Vechiului Testament (în albaneză Istori e Dhiatës së Vjetërë), București, 1889;
- Distrugerea Hormovei (în albaneză Prishija e Hormovësë), Sofia, 1904;
- Micul Dhonat Argjendi (în albaneză I vogëli Dhonat Argjendi), Constanța, 1904;
- Operele Sfinților Apostoli (în albaneză Bëmatë të shëntorëvet dërgimtarë), Sofia, 1906;
- Istoria orașului Plikati (în albaneză Istorishkronjë e Plikatit), Thessaloniki, 1909.

## Note

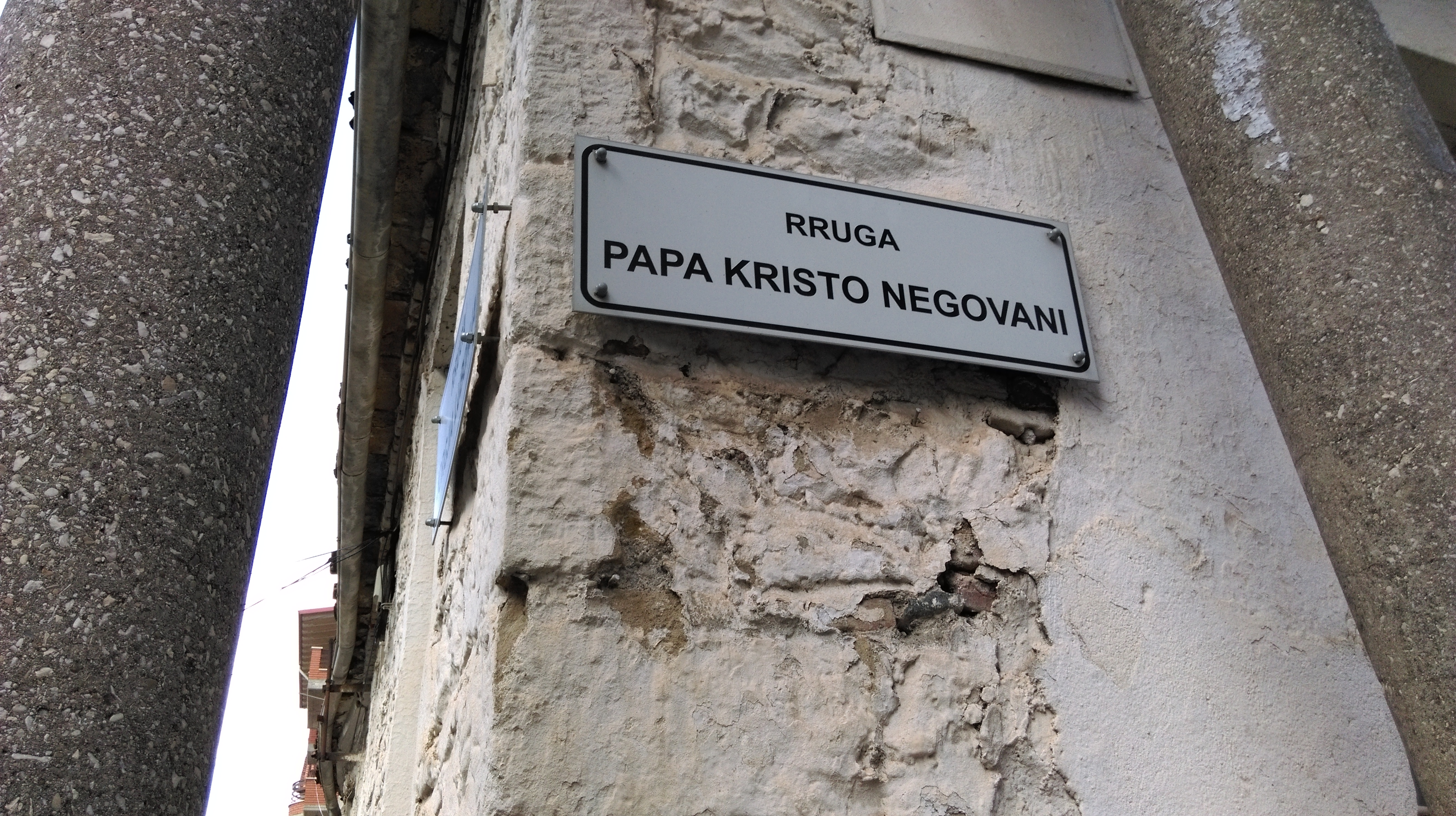
Strada Papa Kristo Negovani din Korçë